# Minority Report
Minority Report è un film del 2002 diretto da Steven Spielberg.
La pellicola, con protagonista Tom Cruise, è liberamente tratta dall'omonimo racconto di fantascienza di Philip K. Dick, Rapporto di minoranza, e ha a sua volta ispirato una serie televisiva omonima del 2015.

## Trama
Nel 2054 la città di Washington ha cancellato gli omicidi da ormai 6 anni grazie a un sistema chiamato Precrimine. Basandosi sulle premonizioni di tre individui dotati di poteri extrasensoriali di precognizione amplificati, detti Precog, la polizia riesce a impedire gli omicidi prima che essi avvengano e ad arrestare i potenziali "colpevoli". In questo modo non viene punito il fatto (che non avviene), bensì l'intenzione di compierlo e che porterebbe a concretizzarlo: è un sistema delicato, osteggiato da molti, che però sembra funzionare senza intoppi. Almeno questo è quello che pensa il capitano John Anderton, responsabile della sezione Precrimine. Impeccabile sul lavoro, nella vita privata Anderton è invece dedito all'uso di droghe per superare il trauma della perdita del figlio Sean, scomparso senza lasciare traccia sei mesi prima della creazione del sistema Precrimine, e quello della separazione dalla moglie Lara (perché il marito le ricordava troppo il figlio).
Il sistema Precrimine sta per essere utilizzato su scala nazionale, ma prima è necessario dimostrare che sia assolutamente perfetto. Per questo motivo viene inviato sul posto l'ispettore federale Danny Witwer, alla ricerca di eventuali difetti del sistema. Anderton, sotto consiglio del suo capo, il presidente Lamar Burgess, fa buon viso a cattivo gioco, ma durante la visita dell'ispettore entra accidentalmente in contatto con una dei tre Precog, Agatha, che gli chiede se "riesce a vedere"; la Precog proietta delle immagini poco chiare riguardanti il tentato annegamento di una donna, aggressione già sventata dalla Precrimine e il cui artefice è già sotto chiave.
Cercando di fare luce sulla faccenda, Anderton si accorge non solo che la "vittima" è tuttora scomparsa, ma persino che le visioni di Agatha di quell'omicidio non sono state archiviate, anzi sono introvabili, così come anche altre visioni, sempre di Agatha. Nei giorni a seguire, Anderton, senza avere ancora colto il perché di quell'episodio, fa un'inquietante scoperta: il prossimo omicidio "intercettato" dai Precog verrà commesso proprio da lui. Non conoscendo la propria vittima e nemmeno un possibile movente, Anderton si convince di essere preda di una macchinazione ordita da Witwer per sabotare il sistema e si dà alla fuga mettendosi in cerca della sua vittima, Leo Crow, che stranamente non esiste in nessuna banca dati.
Braccato dagli agenti della Precrimine, John si reca dalla dottoressa Iris Hineman, la donna che ha scritto il software del sistema e ha contribuito a creare i Precog: tre dei tanti figli di tossicomani dipendenti di una fantomatica droga che ha causato nei bambini gravi disturbi psichici, ai quali la donna ha cercato di porre rimedio; gli unici in grado di sopravvivere sono stati i tre Precog, ora dotati di capacità precognitive eccezionali. John chiede alla donna se sia possibile falsificare una previsione, ma lei gli rivela che il sistema è infallibile e infalsificabile. Tuttavia, le previsioni dei tre Precog non sempre coincidono: di rado può capitare che la Precog più dotata, Agatha, veda l'omicidio in modo diverso dagli altri due (in quanto gemelli) e in questo caso il "colpevole" non arriva a uccidere la "vittima". Tale versione prende il nome di "rapporto di minoranza" e non viene mai registrata quando avviene perché, seppure sia un difetto trascurabile, potrebbe mettere in dubbio l'infallibilità del sistema. La dottoressa Hineman consiglia quindi ad Anderton di scaricare questo rapporto di minoranza dall'unico posto dove sia registrato, ovvero dalla mente di Agatha, per vedere se esista qualche possibilità che l'omicidio commesso dall'uomo non avvenga.
L'ex poliziotto, dopo essersi fatto faticosamente trapiantare dei nuovi occhi per non essere riconosciuto dalle scansioni oculari disseminate per la città, si infiltra nel distretto della Precrimine, avendo conservato uno dei suoi occhi originali per aprire le porte di sicurezza. Cerca di leggere nella mente di Agatha, facendosi aiutare dall'addetto ai Precog, ma arrivano gli agenti: Witwer ha infatti scoperto dai video dell'omicidio anche la presenza di Agatha sul luogo del delitto. John dopo essere scappato con la ragazza rendendo il sistema inutilizzabile, la porta da un suo conoscente hacker affinché si colleghi alla sua mente e scarichi il suo "rapporto di minoranza". Tuttavia, Anderton apprende con rammarico che tale rapporto, in questo caso, non esiste: l'omicidio è preconizzato anche da Agatha. Indagando nella mente della ragazza, Anderton e l'hacker cercano di far luce anche sul misterioso caso della donna annegata, Ann Lively, registrando la visione che la perseguita, che però si interrompe bruscamente prima che possa rivelare qualcosa di diverso dalle visioni sullo stesso omicidio avute dagli altri due Precog.
Nuovamente braccato dai suoi ex colleghi, Anderton si dà alla fuga e, ricollegando passo passo la visione che lo vede omicida, riesce a trovare Leo Crow. Arrivato insieme ad Agatha nella sua camera d'albergo, scopre una foto di suo figlio, insieme a quelle di altri bambini, gettate sul letto; tutto fa pensare che Crow sia un assassino pedofilo che ha rapito e ucciso Sean. Arrivato Crow, quest'ultimo viene aggredito da Anderton e tenuto poi sotto tiro, ma John - convinto da Agatha - decide di cambiare il destino che lo vede come carnefice e lo risparmia, volendo smentire la predizione. A questo punto Crow confessa di essere un prigioniero ingaggiato per costruire una montatura contro di lui in cambio di una ricompensa per la sua famiglia e invita con insistenza l'ex poliziotto a ucciderlo. Anderton vuole sapere il nome del mandante, ma nella colluttazione che segue parte un colpo e Crow, come previsto, muore per mano di Anderton. L'uomo riesce a fuggire con la ragazza, mollando la pistola, che sarà recuperata dopo da Witwer.
Intanto lo stesso Witwer si incontra con Burgess nell'appartamento di John e gli rivela - dopo aver mostrato il filmato di Agatha recuperato dall'hacker - che esistono due versioni dell'aggressione Ann Lively, con l'unica differenza che il vento soffia in direzioni diverse e che anche l'omicidio di Crow è stato costruito a regola d'arte per incastrare Anderton, dicendo che il tutto è collegato. Il federale arriva quindi a sospettare qualcuno ai vertici della Precrimine, uno dei pochi capaci di accedere ai tre Precog e alla banca dati in cui sono memorizzate le loro visioni. Il presidente però si rivela essere lui stesso l'artefice di tutta questa macchinazione: dopo aver ucciso Witwer con la pistola di John, la ripulisce e lascia che l'omicidio venga attribuito a quest'ultimo. Anderton si rifugia con Agatha nel cottage di Lara (non sapendo che la donna ha avvisato Burgess di nascosto vedendolo arrivare) e qui John comincia a intuire che il complotto è correlato alla sua indagine sull'omicidio di Ann Lively, che si scopre essere la madre di Agatha, riuscendo a convincere di ciò l'ex moglie. Tuttavia, prima che ulteriori chiarimenti possano essere fatti, la Precrimine irrompe nell'abitazione e arresta Anderton che viene inviato alle celle di contenimento con l'accusa di omicidio e rimettono Agatha con gli altri Precog.
Poco prima dell'inizio della conferenza stampa indetta dalla Precrimine per annunciare l'estensione a scala nazionale, Lara fa visita a Burgess e gli chiede se avesse mai conosciuto Ann Lively: egli nega, ma subito dopo, involontariamente, si tradisce. La donna si reca al contenimento e, dopo aver minacciato il secondino con una pistola, fa uscire il suo ex marito e gli racconta ciò che ha scoperto. Anderton finalmente capisce ogni cosa e telefona a Burgess mentre, contestualmente, con la collaborazione di un agente suo vecchio amico, fa proiettare sullo schermo della conferenza quanto proviene dalla mente di Agatha (che adesso ha chiarito la sua visione-ricordo dell'omicidio della madre). Ann era una drogata cronica uccisa perché, una volta disintossicata, aveva rivendicato la figlia sottratta, rischiando così di distruggere il sistema della Precrimine, che non avrebbe potuto funzionare con l'assenza di un Precog; dopo il fallito omicidio, con colpevole arrestato, Burgess si presentò alla donna vestito come il killer e la affogò, lasciando credere che lei fosse semplicemente scomparsa.
Nella Precrimine anche gli agenti assistono al video e improvvisamente viene mostrato una nuova visione dove John è la vittima e Lamar il killer. Lamar dopo aver caricato una vecchia pistola trova John, che gli dice che se lo uccide sarà arrestato e se lo risparmia dimostrerà che la Precrimine non funziona. Il presidente allora si suicida, cambiando così la visione dei Precog. La Precrimine viene pertanto smantellata, mentre chi è stato incarcerato grazie a essa viene rilasciato e solo tenuto d'occhio occasionalmente. I tre Precog vanno a vivere in una casa lontanissima dalla civiltà e da altre menti umane, mentre John Anderton, tornato insieme all'ex moglie, è in attesa di un secondo figlio.

## Produzione
Minority Report è stato il primo film nel quale Steven Spielberg ha collaborato con la Twentieth Century Fox.

### Sviluppo
La produzione acquisì i diritti di Rapporto di minoranza, breve racconto di Philip K. Dick, con l'intento di realizzare il seguito del film Atto di forza. Venne pertanto stesa una prima sceneggiatura da Gary Goldman e Ronald Shusett, nella quale il personaggio interpretato da Arnold Schwarzenegger avrebbe guidato una sezione operativa alla prevenzione dei crimini, avvalendosi delle premonizioni dei mutanti marziani.
Successivamente, 20th Century Fox acquistò il progetto e lo affidò a Steven Spielberg, che assieme allo sceneggiatore Scott Frank dapprima abbozzò una versione de Il braccio violento della legge ambientata nel futuro, quindi cambiò nuovamente la trama e affidò il ruolo di protagonista a Tom Cruise. La trama modificata del lungometraggio si discosta notevolmente dal racconto di Dick e anche le caratterizzazioni dei personaggi sono decisamente diverse. Dallo scritto, Spielberg ha utilizzato soprattutto l'idea della Precrimine e su questa ha realizzato la pellicola. Leggendo il racconto sembra di scoprire un universo alternativo con una storia radicalmente diversa, basata su premesse diverse da quelle del film, che si articola in un mondo tecnologicamente meno ossessivo e invadente, che conduce a un finale radicalmente diverso, più cupo e più in carattere con lo stile di Dick.
Tre mesi prima di iniziare le riprese, il regista Steven Spielberg convocò un gruppo di futurologi perché immaginassero per lui un 2054 credibile. Tra costoro v'erano esperti del MIT, del dipartimento di ricerca biomedica alla difesa, di software e di realtà virtuale. Successivamente dei ricercatori del MIT nel campo dei big data e dell'apprendimento automatico hanno progettato un algoritmo che rende possibile nella realtà alcuni aspetti degli scenari narrati in Minority Report.

### Cast
Per il ruolo di Danny Witwer (interpretato da Colin Farrell) sono stati considerati Matt Damon e Javier Bardem. Quest'ultimo ha rifiutato la parte. Meryl Streep doveva far parte del film, ma poi rinunciò al progetto.
Nelle sequenze all'interno della metropolitana compaiono in un breve cameo i registi Paul Thomas Anderson e Cameron Crowe: quest'ultimo è l'uomo che, leggendo il giornale, riconosce Tom Cruise come Anderton. Dietro di lui compare, in un altro cameo, l'attrice Cameron Diaz. I due registi hanno entrambi realizzato film con Cruise; la Diaz ha recitato con lui proprio in Vanilla Sky, film di Crowe dell'anno precedente in cui appare Spielberg sempre in un altro cameo.

### Effetti speciali
I rumori dei MagLev, i veicoli a propulsione magnetica che si vedono utilizzare lungo le strade e i palazzi, sono stati creati partendo dalla registrazione delle vibrazioni all'interno di una lavatrice.

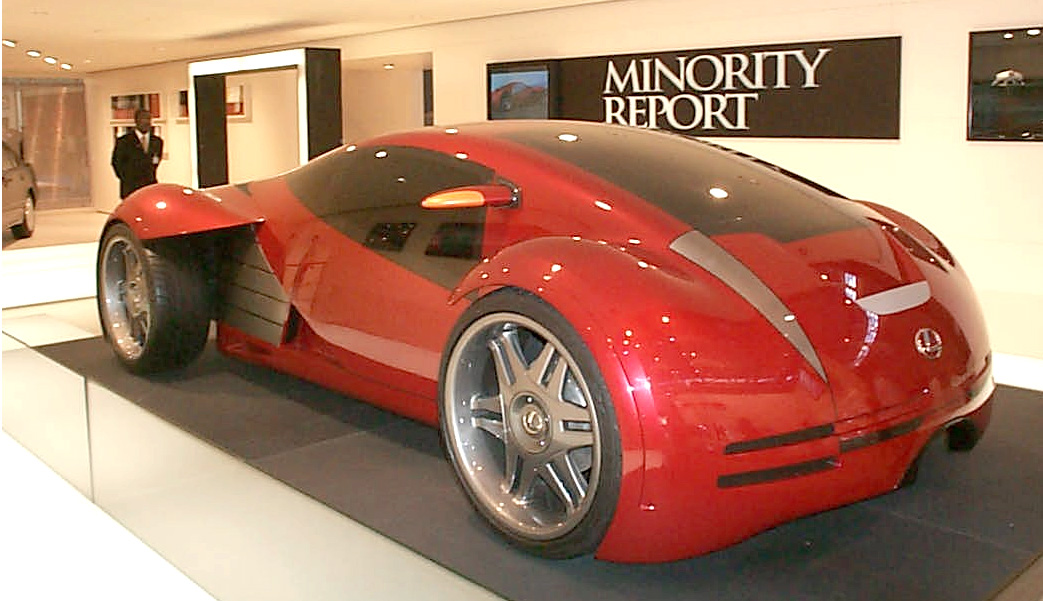
La concept car Lexus 2054

L'automobile guidata dal protagonista è una Lexus 2054, concept car realizzata appositamente per il film dall'omonima casa giapponese; era stato il regista Spielberg a chiedere a Lexus di disegnare un mezzo che potesse prefigurare una sportiva della metà del XXI secolo.

## Colonna sonora
Il brano che si sente durante l'analisi delle immagini delle previsioni dei Precog è tratto dall'Incompiuta di Franz Schubert. Nella scena in cui rientra a casa Anderton, la musica distensiva che si ascolta è tratta dal secondo movimento della Patetica di Pëtr Il'ič Čajkovskij, mentre quando Anderton e Agatha scappano per andare a cercare Leo Crow, la musica di sottofondo è Moon River.

## Accoglienza

### Incassi
La pellicola è stata distribuita in 3001 cinema incassando 35677125 $ nel weekend di apertura.
A fine corsa, a fronte di un budget di circa 102 milioni di dollari, ne ha incassati 132072926 in Nordamerica e 226300000 nel resto del mondo, per un totale di 358372926 $.

### Critica
Sull’aggregatore di recensioni Rotten Tomatoes il film ha un indice di gradimento dell'89% basato su 260 recensioni, con un voto medio di 8,2 su 10. Su Metacritic ha ottenuto un punteggio di 80 su 100 basato su 37 recensioni, indicando "recensioni generalmente favorevoli".

## Riconoscimenti
- 2003 – Premio Oscar
  - Candidatura per il miglior montaggio sonoro a Richard Hymns e Gary Rydstrom
- 2003 – Saturn Award
  - Miglior film di fantascienza
  - Miglior attrice non protagonista a Samantha Morton
  - Miglior regia a Steven Spielberg
  - Migliore sceneggiatura a Scott Frank e Jon Cohen
  - Candidatura per il miglior attore a Tom Cruise
  - Candidatura per il miglior attore non protagonista a Max von Sydow
  - Candidatura per la miglior colonna sonora a John Williams
  - Candidatura per il miglior trucco a Michèle Burke e Camille Calvèt
  - Candidatura per i migliori costumi a Deborah Lynn Scott
  - Candidatura per i migliori effetti speciali a Scott Farrar, Henry LaBounta, Michael Lantieri e Nathan McGuinness
  - Candidatura per la miglior edizione speciale DVD
- 2003 – American Cinema Editors
  - Candidatura per il miglior montaggio di un film drammatico a Michael Kahn
- 2003 – Art Directors Guild
  - Candidatura per la miglior scenografia in un film del periodo o fantasy a Alex McDowell e Seth Reed
- 2003 – Premio BAFTA
  - Candidatura per i migliori effetti speciali a Scott Farrar, Henry LaBounta, Michael Lantieri e Nathan McGuinness

- 2003 – BMI Film & TV Award
  - Miglior colonna sonora a John Williams
- 2003 – Critics' Choice Movie Award
  - Miglior compositore a John Williams
  - Miglior regista a Steven Spielberg
- 2003 – Chicago Film Critics Association Award
  - Candidatura per la miglior fotografia a Janusz Kaminski
- 2003 – Premio César
  - Candidatura per il miglior film straniero a Steven Spielberg
- 2003 – Empire Award
  - Candidatura per il miglior film
  - Miglior attore a Tom Cruise
  - Candidatura per il miglior attore a Colin Farrell
  - Miglior attrice britannica a Samantha Morton
  - Miglior regista a Steven Spielberg
  - Candidatura per la miglior scena, per i movimenti dello schermo azionato dal protagonista
- 2002 – European Film Award
  - Candidatura per il miglior film internazionale a Steven Spielberg
- 2003 – Nastro d'argento
  - Candidatura per il regista del miglior film straniero a Steven Spielberg
- 2003 – MTV Movie Award
  - Candidatura per la miglior sequenza d'azione, per la sequenza della fuga

## Opere derivate
La pellicola ha ispirato la serie TV Minority Report del 2015.